# Corps Baruthia Erlangen
Das Corps Baruthia ist eine pflichtschlagende und farbentragende Studentenverbindung im Kösener Senioren-Convents-Verband (KSCV) und innerhalb dessen zum schwarzen Kreis. Das Corps vereint Studenten und Alumni der Friedrich-Alexander-Universität Erlangen-Nürnberg. Die Corpsmitglieder werden Bayreuther genannt.

## Couleur
Die Farben des Corps sind schwarz-gold-grün, die Fuchsenfarben grün-gold, jeweils mit goldener Perkussion, dazu wird eine grüne Studentenmütze getragen. Baruthias Wahlspruch lautet Amor, Amicitia, Adminiculum.

## Geschichte

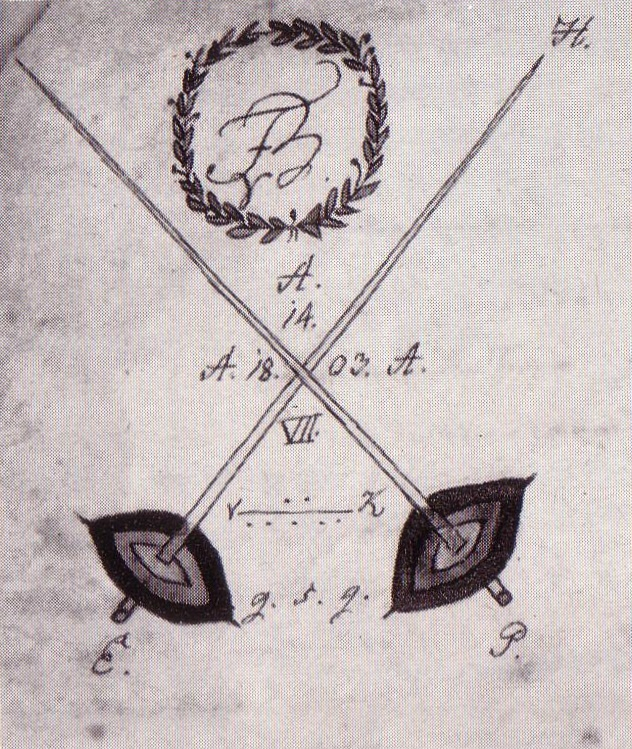
Bundeszeichen (1803)

Baruthia wurde am 14. Juli 1803 als Bayreuther Landsmannschaft unter anderem durch einige ehemalige Mitglieder des Corps Onoldia gegründet. Sie gehört damit zu den drei ältesten noch bestehenden Corps im Kösener SC-Verband. Sie selbst verstand sich bei ihrer Gründung als Fortsetzung der früheren Landsmannschaft gleichen Namens.
Wie alle Erlanger Corps war Baruthia zunächst Lebenscorps und mit dem Erlanger Senioren-Convent 1861 dem KSCV beigetreten. 1869 bemühte sie sich – zunächst noch vergeblich – um die Umwandlung in ein Waffencorps. 1873 kam es im Zusammenhang mit der Frage der Anerkennung des Waffencorps Rhenania zu einem Austritt des SC aus dem Verband. Im März 1876 gab auch Baruthia das Lebenscorpsprinzip auf, erklärte sich zum Waffencorps und schloss sich dem KSCV wieder an. Wie die meisten Erlanger Korporationen wählte sich Baruthia mit Rathsberg eine Exkneipe im näheren Umland der Universitätsstadt.
Baruthia war 1904 und 2015 präsidierendes Vorortcorps und stellte jeweils den Vorsitzenden des oKC.
Während der NS-Zeit (ab Herbst 1935) war der Aktivenbetrieb wie bei allen Kösener Corps suspendiert. Alte Herren der Baruthia und der Bavaria Erlangen unterstützten die Kameradschaft „Hans Knirsch“, die ihren Sitz auf dem Bayreutherhaus hatte. Engere Beziehungen zwischen der Altherrenschaft und der aktiven Kameradschaft entwickelten sich nicht.
Am 210. Bundesfest (2013) nahmen unter anderem Erlangens Bürgermeister Siegfried Balleis, Elisabeth Preuß und Thomas Schöck als Kanzler der FAU teil. Die Schirmherrschaft hatte Bayerns Innenminister Joachim Herrmann.

## Corpshaus
Baruthias Corpshaus wurde von Hans Erlwein erbaut, der Mitglied des Corps Germania München war. Es wurde 1903 anlässlich des 100. Bundesfestes eingeweiht. Nach dem Zweiten Weltkrieg wurde es vorübergehend als US-amerikanischer Club genutzt, 1948 von der Inneren Mission übernommen und zum Studentenwohnheim umfunktioniert, ehe es dem Corps zurückgegeben wurde.

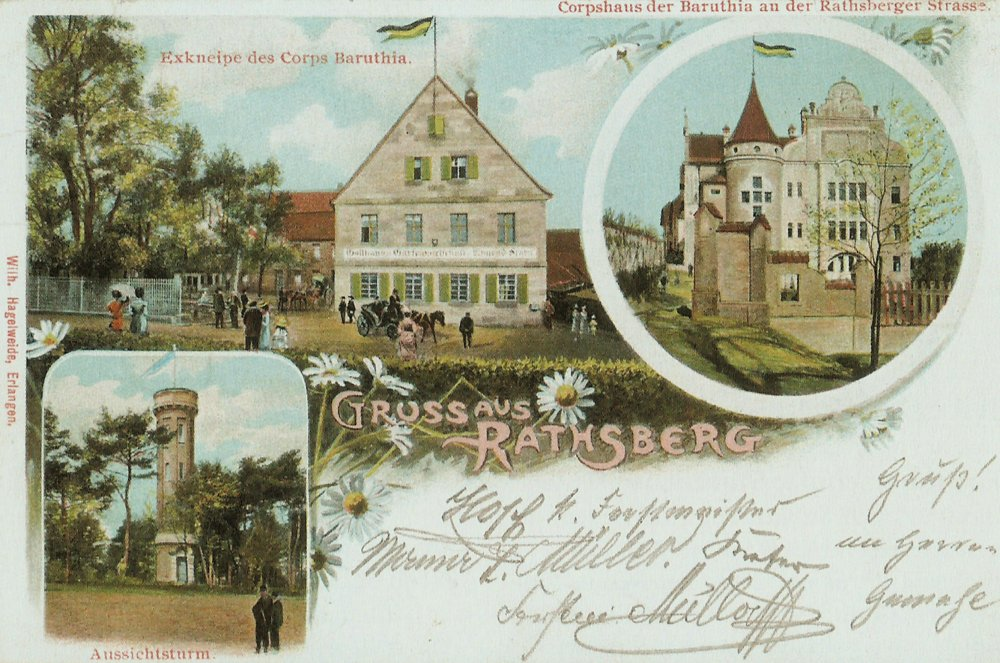
Exkneipe in Rathsberg
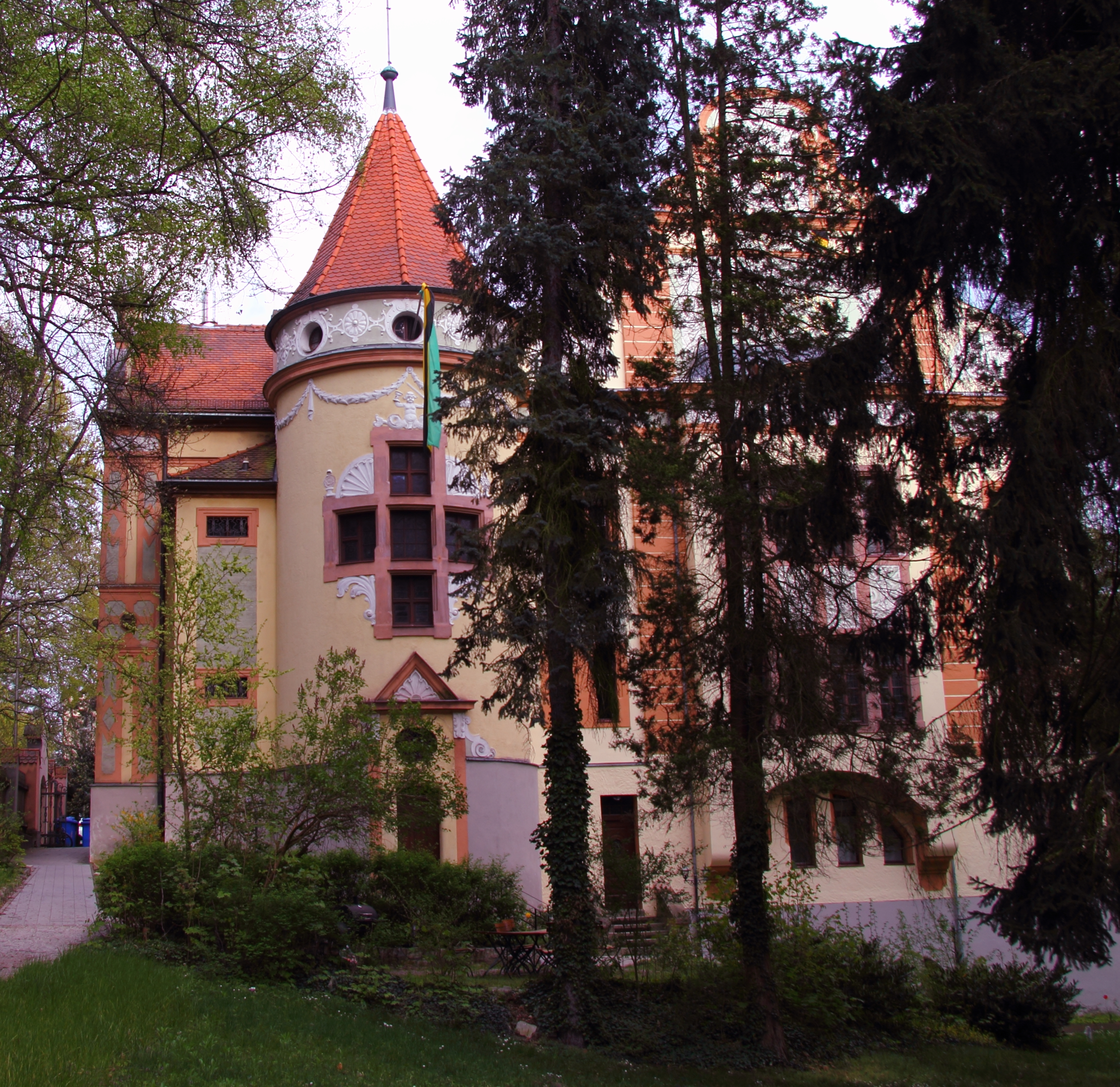
Bayreuther-Haus
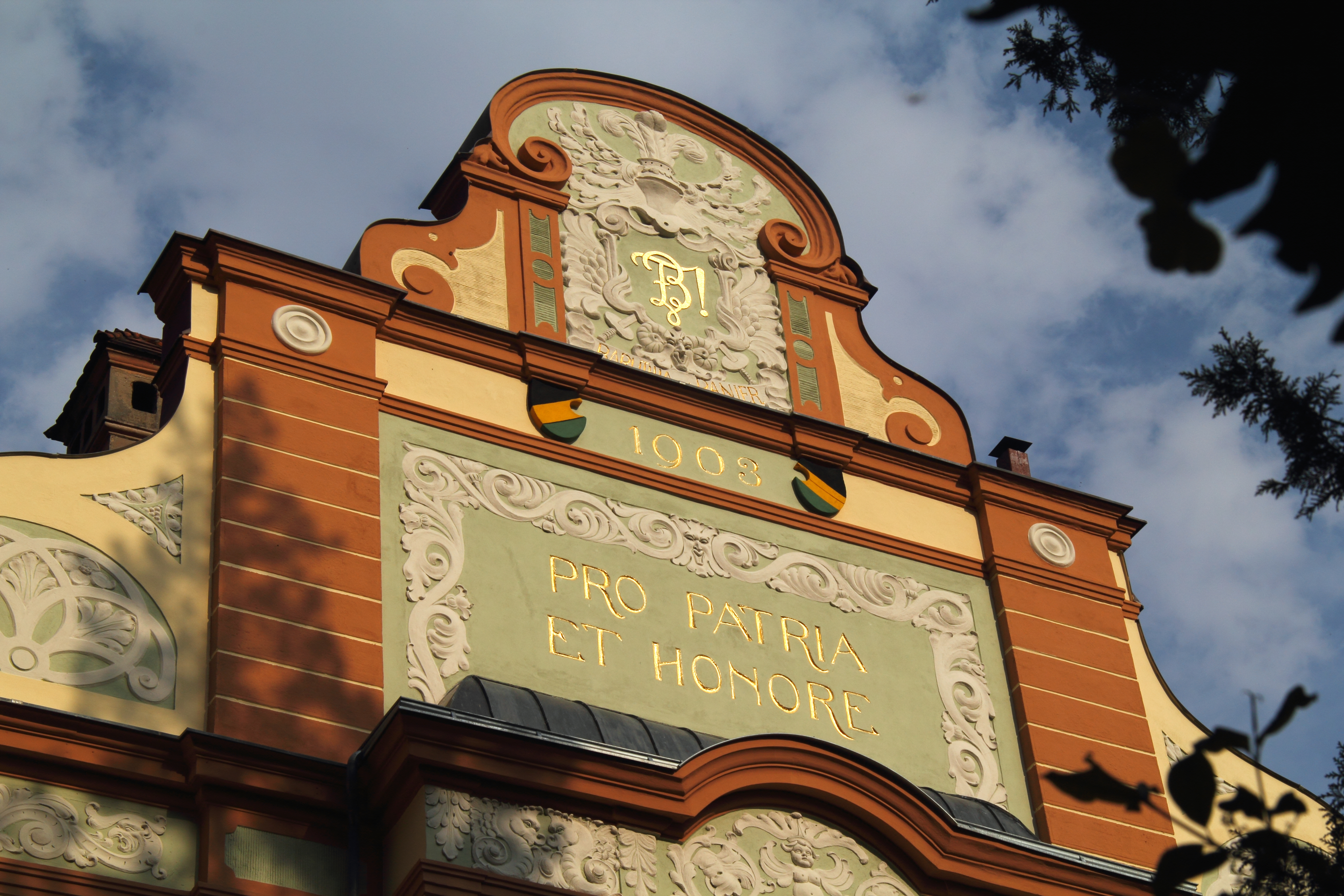
Giebel
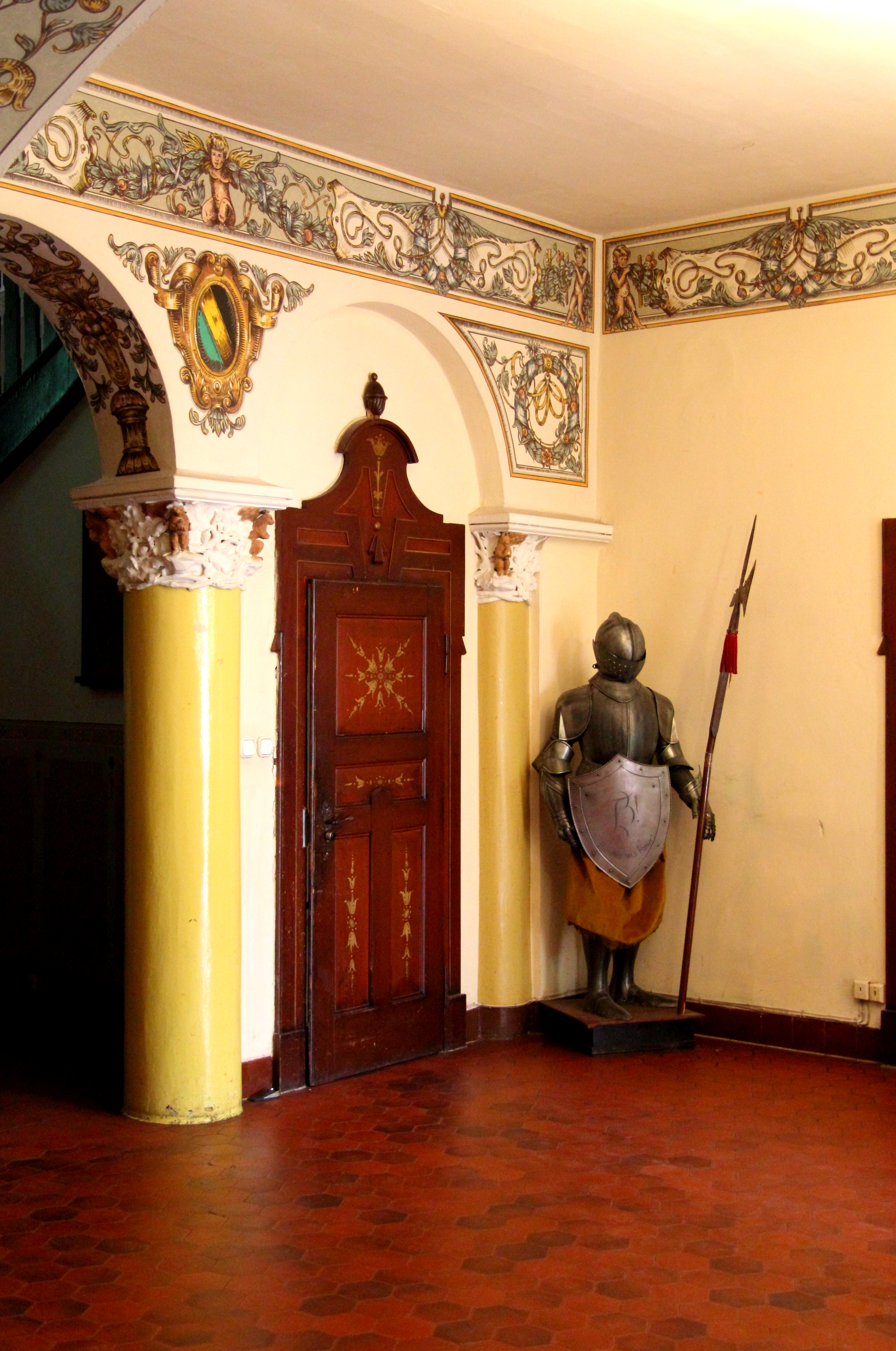
Eingangshalle

## Auswärtige Beziehungen

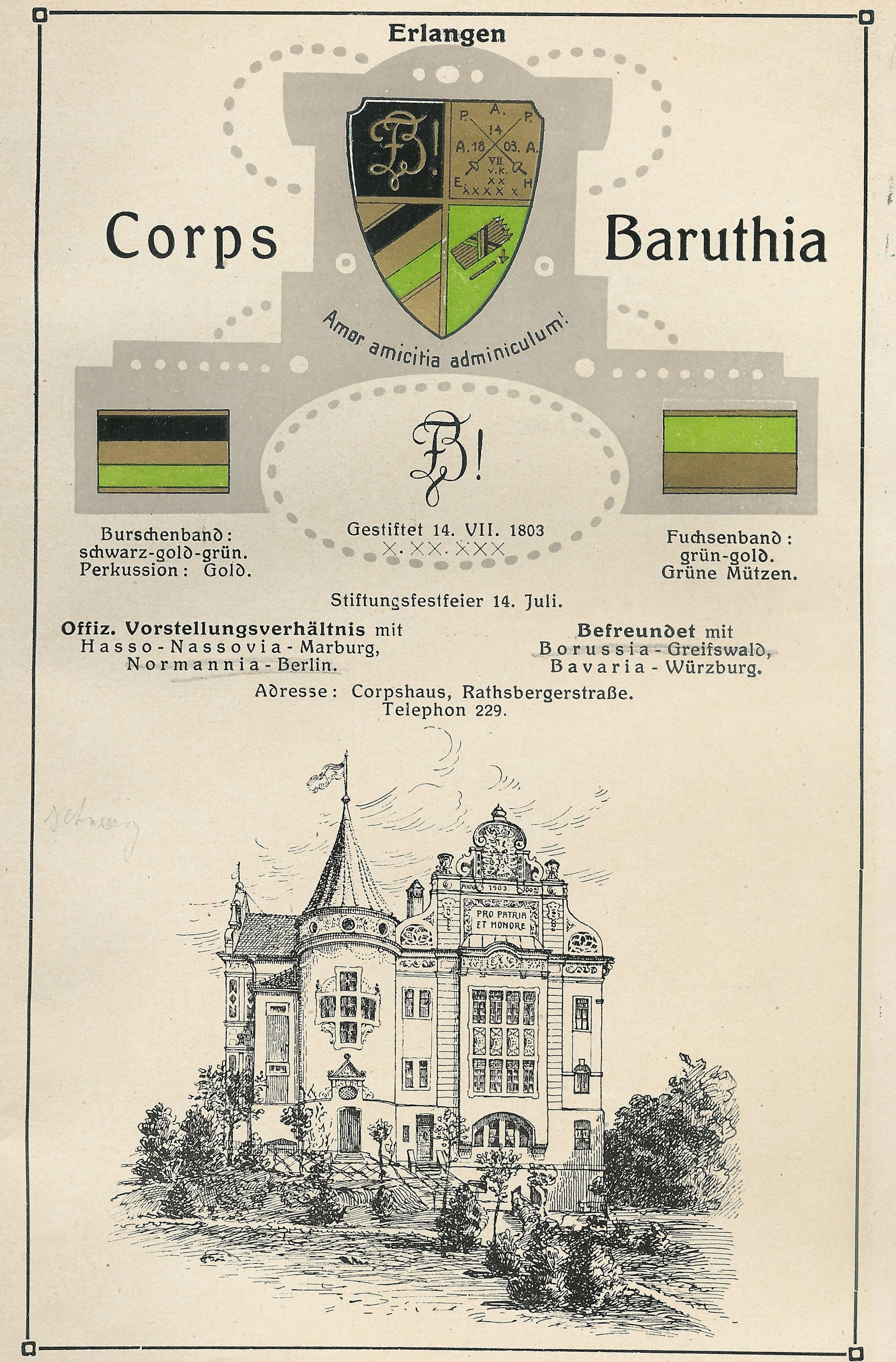
Baruthias Verhältnisse (1912)

Kartellcorps
Corps Borussia Greifswald
Corps Hasso-Nassovia
Corps Bavaria Würzburg
Corps Normannia Berlin
Befreundete Corps
Corps Suevia München
Corps Thuringia Leipzig
Corps Hassia-Gießen zu Mainz
Corps Gothia Innsbruck

## Mitglieder
In alphabetischer Reihenfolge
- Walther Ahrens (1910–1981), Hochschullehrer, Mikrobiologe und Hygieniker
- Johann Nicolaus Apel (1757–1823), deutscher Autor, Doktor der Philosophie, Naturforscher, Konstrukteur und Politiker (Mitglied der alten Bayreuther Landsmannschaft, aus der 1803 das Corps Baruthia hervorging)
- Friedrich von Ammon (1791–1855), Professor für Evangelische Theologie in Erlangen
- Ulrich Bögelsack (1909–1961), Jurist in der Finanzverwaltung
- Erwin Brug (* 1938), Chirurg
- Oskar Dinkler (1861–1922), Professor für Arzneimittellehre in Kairo und Heluan
- Heinrich Dürrschmidt (1819–1899), Reichsgerichtsrat, Mitglied des Bayerischen Landtags
- Hermann Euler (1878–1961), Professor der Zahnheilkunde
- Ferdinand Falco (1879–1948), Chemiker, Industrieller
- Adolf Fleischmann (1852–1919), Pfarrer und Mitglied des Landtags des Fürstentums Schwarzburg-Sondershausen
- Karl Fritsch (1901–1944), NS-Politiker, SS-Brigadeführer, Staatsminister des Innern in Sachsen, MdR
- Josef Gengler (1863–1931), Arzt und Ornithologe, Historiker des Corps
- Christian Carl von Glück (1791–1867), Mitglied der Frankfurter Nationalversammlung
- Maximilian Grimmeiß (1893–1972), deutscher Offizier, zuletzt General der Artillerie der Wehrmacht
- Erhard Christian Hagen von Hagenfels (1786–1868), Bürgermeister von Bayreuth
- Sigmund von Hartlieb genannt Walsporn (1838–1919), Bezirksamtmann und Kämmerer in Bayern
- Karl Hauenstein (1887–1952), Arzt und Sanitätsoffizier, Zahnmediziner in Erlangen, München und Leipzig
- Hans Herken (1912–2003), Pharmakologe
- Max Hochrein (1897–1973), Internist
- Gustav von Hohe (1800–1872), Regierungspräsident des Rheinkreises und von Niederbayern
- Wilhelm Frhr. vom Holtz (1801–1868), Jurist und Politiker
- Hermann Horst (1880–1946), Landrat
- Fritz Jacobus (1885–1951), Verwaltungsjurist und Landrat
- Günter Joetze (1933–2019), Botschafter
- Friedrich Kapp (1792–1866), Philologe und Gymnasiallehrer
- Gottlieb Keim (1783–1868), Stifter Baruthias, Mitglied der Frankfurter Nationalversammlung
- German Killinger (um 1844–1940), Kreisdirektor in Château-Salins und Diedenhofen
- Konrad Killinger (1808–1882), Verwaltungsjurist und Leiter des Landgerichts Kirchenlamitz
- Artur Kolb (1895–1945), Zahnarzt, MdR (NSDAP)
- Wilhelm Kuby (1829–1894), Mediziner, bayerischer Generalarzt à la suite
- Hans Küfner (1871–1935), Jurist, Bürgermeister in Weissenburg in Bayern, Kaiserslautern und München, Mitglied der Kammer der Abgeordneten des Bayerischen Landtages
- Hellmut Kunstmann (1908–1979), Urologe in Nürnberg, Burgenforscher und Regionalhistoriker
- Ferdinand Lammers (1795–1855), Bürgermeister von Erlangen, Mitglied der Frankfurter Nationalversammlung
- Jakob Franz Lang (1799–1869), Pfarrer und bayerischer Landtagsabgeordneter
- Johann Michael Leupoldt (1794–1874), Psychiater und Hochschullehrer
- Konrad Adolf von Malsen (1792–1867), bayerischer Diplomat
- Friedrich Merkel (1845–1919), Anatom
- Dieter Mronz (* 1944), Oberbürgermeister von Bayreuth (SPD)
- Wilhelm Murrmann (1907–1975), Oberbürgermeister von Kulmbach
- Peter Neber (1883–1960), Chemiker
- Hartwig Peetz (1822–1892), Finanzbeamter und Lokalhistoriker
- Hans von Pezold (1870–1935), Hochschullehrer, Sexualpädagoge
- Ludwig von Redwitz (1779–1848), Gefängnisdirektor in Ansbach und Kaiserslautern
- Georg Reif (1881–1932), Mitglied des Direktoriums der Bayerischen Staatsbank, Vorsitzender des Kösener Congresses 1904
- Johannes Reinmöller (1877–1955), Kieferchirurg
- Emil Roesle (1875–1962), Medizinstatistiker und Genealoge
- Hellmuth Rössler (1910–1968), Historiker
- Karl Rügemer (1856–1916), Herausgeber, Redakteur,  Studentenhistoriker
- August Schäfer (1888–1984), Reichsgerichtsrat
- Johann Friedrich Schneider (1804–1852), Mitglied der Frankfurter Nationalversammlung
- Karl von Spaur (1794–1854), Königlich bayerischer Gesandter beim Heiligen Stuhl, Retter von Papst Pius IX.
- Johann Gottlieb Eduard von Stainlein, später Graf von Solenstein (1785–1833), ungarischer Magnat und bayerischer Gesandter
- Carl Joachim Stimming (1876–1931), Generaldirektor des Norddeutschen Lloyd
- Erwin Thomas (1881–1969), Professor für Pädiatrie, Chefarzt in Duisburg
- Philipp von Thüngen (1796–1866), Landrat, Erbküchenmeister, Kammerherr
- August Trendel (1872–1947), Amtsrichter, MdR
- Philipp Umbscheiden (1816–1870), Mitglied der Frankfurter Nationalversammlung, MdL